# Aeropuerto Internacional Antonio José de Sucre
El  Aeropuerto Internacional Antonio José de Sucre es un aeropuerto venezolano ubicado en la ciudad de Cumaná, Sucre (Venezuela) en el oriente venezolano, ente administrado por la Gobernación Estado Sucre a través del Servicio Autónomo de Aeropuertos del Estado Sucre (https://saaesucre.com/). Su código IATA es CUM y su código OACI es SVCU.

## Infraestructura
Posee una pista de 3100 m × 45 m, tiene una terminal internacional y nacional, bancos, casas de cambios, empresas de alquiler de automóviles y estacionamiento para 500 vehículos. Tiene ayudas a la Navegación Aérea: VOR, DME, RADARES Primarios y Torre de Control dotada de equipos telecomunicaciones, servicio meteorológico y servicio de combustible JET-AI y AVEGAS.

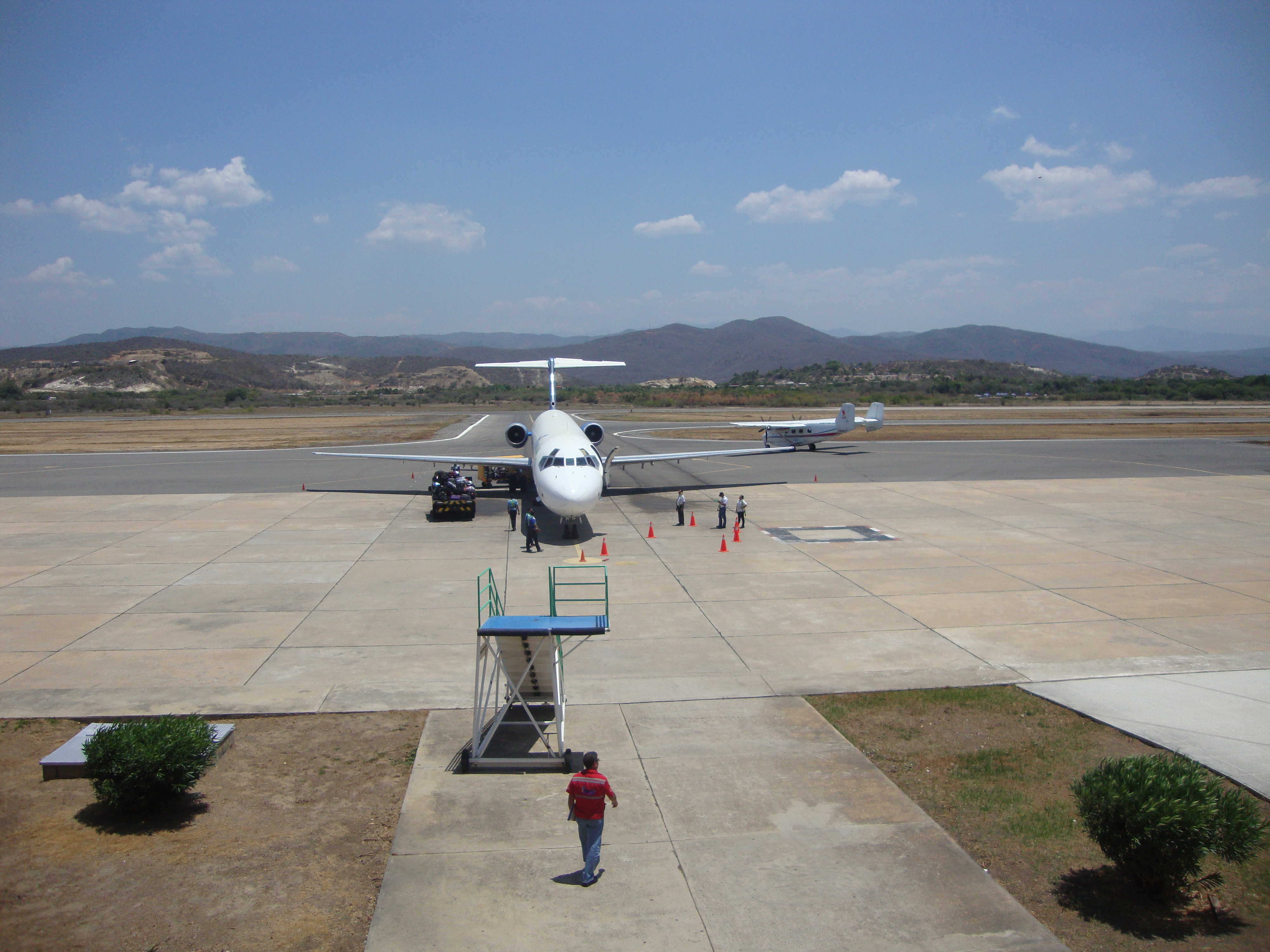
MD-82 de Venezolana y un Sky Truck rodando para el despegue

Actualmente el aeropuerto se encuentra en fase de remodelación de la terminal, próximamente se construirá, una pista de cuatro mil metros (4000 m) y la construcción va a ser necesaria para que el aeropuerto tenga una Terminal Internacional con mayor capacidad.

## Historia
El Aeropuerto Internacional Antonio José de Sucre de la ciudad de Cumaná Estado Sucre, Venezuela, fue inaugurado el 22 de octubre de 1983,  reemplazando así,  al antiguo aeropuerto que ya estaba muy obsoleto, llamado Aeropuerto de San Luis por la cercanía de la antigua Playa San Luis, en la ciudad de Cumaná Estado Sucre. (que fue invadida a comienzos de los años 1980) y el mismo, no contaba con los estándares internacionales en seguridad. La pista del antiguo aeropuerto de San Luis, contaba con mil trescientos metros (1300 metros) de largo por cuarenta y cinco metros de (45 metros) de ancho, en la época aterrizaban aeronaves de tipo: DC-3, Lockheed Constellation, Martin 4-0-4, DC-6, Convair 580 y Boeing 727. 

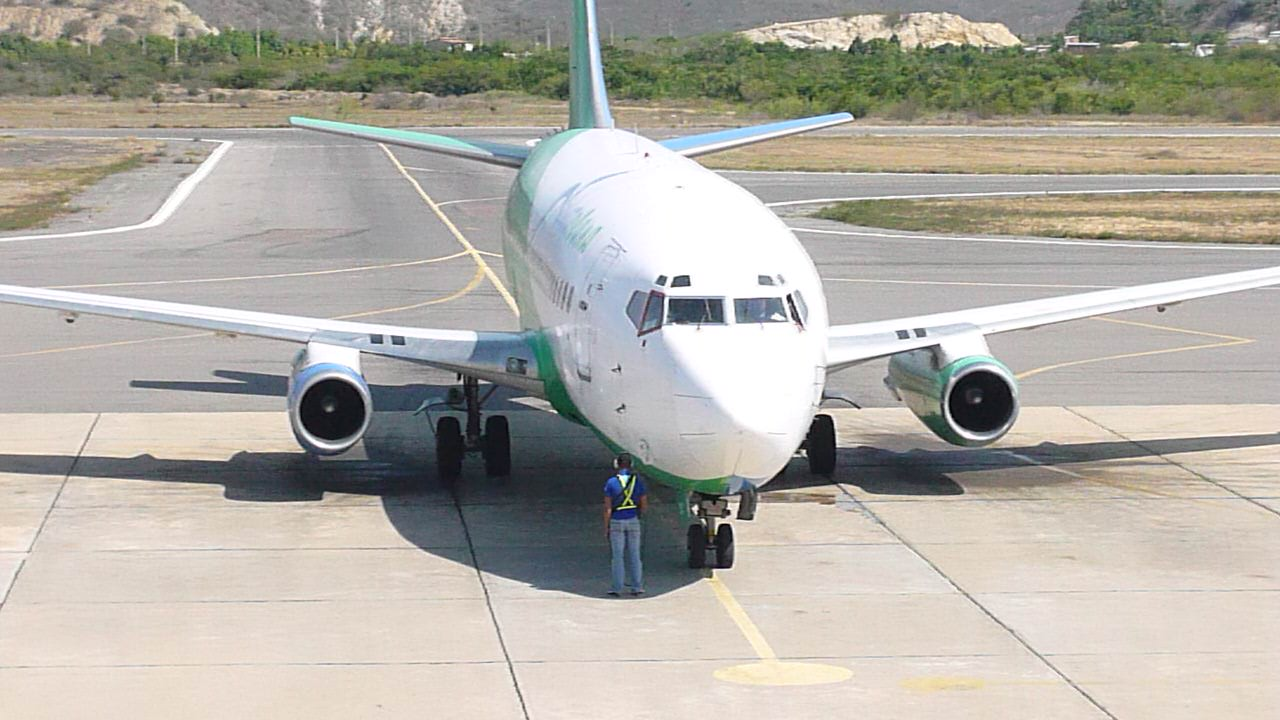
Boeing 737 de Venezolana preparándose para el rodaje en el SVCU.

## Aerolíneas y destinos
| Destinos por aerolínea                 | Destinos por aerolínea                               |
| Aerolíneas                             | Ciudad                                               |
| -------------------------------------- | ---------------------------------------------------- |
| Conviasa 1 destino                     | Nacional (1): Caracas                                |
| Rutaca Airlines 1 destino              | Nacional (1): Caracas (Inicia 31 de agosto del 2025) |
| Total: 1 destino, 1 país, 2 aerolíneas |                                                      |

### Destino Nacional
| Ciudades                                 | Nombre del aeropuerto                               | Aerolíneas                                                |
| ---------------------------------------- | --------------------------------------------------- | --------------------------------------------------------- |
| Distrito Capital - Caracas               | Aeropuerto Internacional de Maiquetía Simón Bolívar | Conviasa / Rutaca Airlines (Inicia 31 de agosto del 2025) |
| Total: 1 destino, 1 estado, 2 aerolíneas |                                                     |                                                           |

Opera la siguiente aerolínea con el respectivo equipo, así:
- Conviasa Embraer 190
- Rutaca Airlines Boeing 737-300

## Próximos Destinos
| Ciudades | Nombre del aeropuerto | Aerolíneas | Frecuencias |
| -------- | --------------------- | ---------- | ----------- |

## Antiguos aerolíneas
Operó la siguiente aerolínea con el respectivo equipo, así:
- Aerolíneas Estelar: Boeing 737-300
- Aeropostal: McDonnell Douglas MD-80
- Avior Airlines: Beechcraft 1900D
- Rutaca Airlines: Cessna 208 Caravan
- SBA Airlines: ATR 42
- Venezolana: BAe Jetstream 41 / Boeing 737-200 / McDonnell Douglas MD-80

## Galería

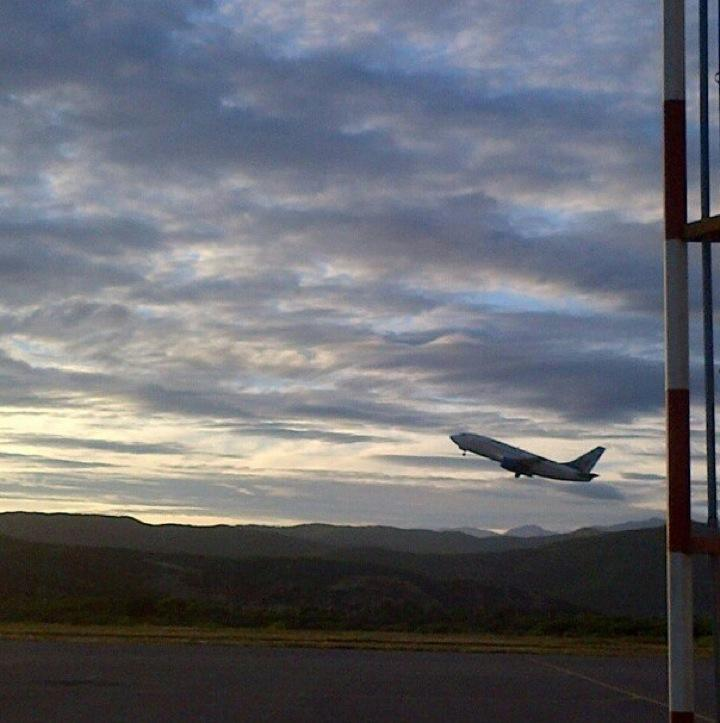
Despegar de un Boeing 737 de Venezolana a las 6:00am

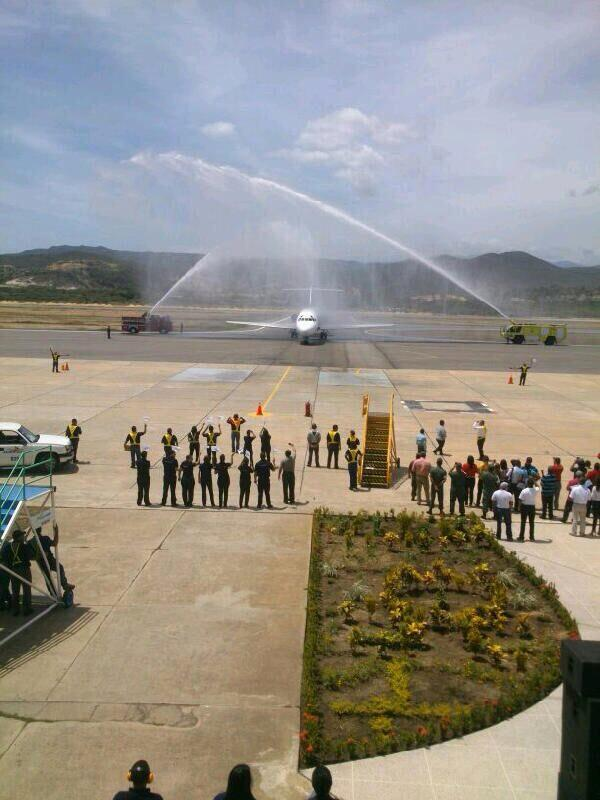
Inauguración de Aeropostal el 16-08-13